# Pseudallodiscus ponderi
Pseudallodiscus ponderi är en snäckart som beskrevs av Frank Climo 1971. Pseudallodiscus ponderi ingår i släktet Pseudallodiscus och familjen Charopidae. Inga underarter finns listade i Catalogue of Life.